# Stenbräckeväxter
Stenbräckeväxter (Saxifragaceae) är en familj trikolpater i blomväxterna. Arterna är oftast fleråriga, men det finns ettåriga. Det finns cirka 550 arter fördelade på cirka 30 släkten. Familjen har varit utsatt för mycket debatt och omorganisation de senaste decennierna. Stenbräckeväxter har en nordlig utbredning och många arter finns i fjällen och runt Arktis.
Blommorna är tvåkönade eller enkönade, och radiärsymmetriska (aktinomorfa) eller zygomorfa. Hyllet har 4–5 fria kronblad och är undersittande eller översittande, 3–10 ståndare och 2 fruktblad (karpeller), som är antingen fria eller delvis eller ända till de fria stiften sammanvuxna. Fruktämnet är oftast tvårummigt, mera sällan en- eller femrummigt. Frukten är en mångfröig sprick- eller baljkapsel (när fruktbladen är fria). De omkring 550 arter som hör till familjen är örter (oftast) eller vedväxter med blad i spiral eller rosett. Blomställningen är toppställd för det mesta.
Familjen omfattar omkring trettiotalet släkten. I Den nya nordiska floran är den representerad av släktena bräckesläktet (Saxifraga) och gullpudror (Chrysosplenium). Familjen är inte ekonomiskt viktig, men många arter odlas som prydnadsväxter.

## Några arter som växer i Norden eller odlas i Norden
- Arons skägg (Saxifraga stolifera)
- Blodalunrot (Heuchera sanguinea)
- Fjällbrud (Saxifraga cotyledon)
- Fjällbräcka (Saxifraga nivalis)
- Groddbräcka (Saxifraga foliolosa)
- Grusbräcka (Saxifraga tridactylites)
- Gullbräcka (Saxifraga aizoides)
- Gullpudra (Chrysosplenium alternifolium)
- Hjärtbergenia (Bergenia cordifolia)
- Klippbräcka (Saxifraga adscendens)
- Knoppbräcka (Saxifraga cernua)
- Kustgullpudra (Chrysosplenium oppositifolium)
- Mandelblomma (Saxifraga granulata)
- Myrbräcka (Saxifraga hirculus)
- Polargullpudra (Chrysosplenium tetrandum)
- Purpurbräcka (Saxifraga oppositifolia)
- Silverbräcka (Saxifraga paniculata)
- Snöbräcka (Saxifraga rivularis)
- Stjärnbräcka (Saxifraga stellaris)
- Styvbräcka (Saxifraga hieracifolia)